# Renegotiations: The Remixes
Renegotiations: The Remixes – to pierwszy minialbum grupy The Black Eyed Peas. Kompilację wydano 28 marca 2006, przez A&M, Will.i.am music group i Interscope. Wszystkie piosenki z krążka zostały zremiksowane i pochodzą z poprzedniej płyty "Monkey Business".

## Lista utworów
1. "Like That" (feat. Q-Tip, Talib Kweli, Cee-Lo i John Legend)
2. "Ba Bump" (Erick Sermon Remix)
3. "My Style" (Feat. Justin Timberlake) (DJ Premier Remix)
4. "They Don't Want Music" (feat. James Brown) (Pete Rock Remix)
5. "Feel It" (Jazzy Jeff Soulful Remix)
6. "Audio Delite At Low Fidelity" (Edit)
7. "Disco Club" (Large Pro Remix Peas)

## Bonus Track
1. "Don't Phunk With My Heart" (Chicago House Remix) (Hidden Track)
2. "Like That" (Video) (iTunes Only)